# Azzurra Air

La rete Azzurra nel 2002 - in rosso le destinazioni schedulate

Il sorriso dell'equipaggio al termine di un volo charter per Djerba

Azzurra Air S.p.A. è stata una compagnia aerea con base di armamento iniziale nell'aeroporto di Bergamo-Orio al Serio, e successivamente, in quello di Milano-Malpensa. Effettuava voli verso Gran Bretagna, Francia, Svizzera, Spagna, Grecia, Portogallo e altre destinazioni del Mediterraneo.

## Storia
La società fu fondata nel dicembre 1995 da tre diverse entità -  Air Malta (azionista al 49%), IMS International (di Alberto Denzler) e Mediocredito - ed  effettuò il primo volo di linea tra Roma e Bergamo Orio al Serio il 10 dicembre dell'anno seguente. La rete iniziale dei servizi comprendeva voli tra Torino e Zurigo, Parigi e Londra (City Airport) e, nel 2003, fu aggiunto un volo tra Milano-Malpensa e Rotterdam. La flotta dedicata ai collegamenti di linea era costituita esclusivamente da quadrigetti regionali British Aerospace RJ70/RJ85. Alcuni di questi aerei furono utilizzati, in ossequio ad un contratto di franchising con Alitalia, per conto della compagnia di bandiera e nei suoi tipici e inconfondibili colori. Le attività Azzurra Air comprendevano anche voli charter verso destinazioni tipicamente turistiche del Mediterraneo. A questi erano riservati due aerei Airbus A.320 e Boeing 737, tutti noleggiati.
Nonostante la varietà delle attività i risultati economici peggiorarono progressivamente. Nel marzo 2004, le operazioni di volo terminarono e la società fu in breve tempo dichiarata fallita. Al momento del fallimento la società aveva in ordine cinque Airbus A320-200. Nel mese di novembre fu annunciato l'acquisto della francese Air Littoral, ma il progetto naufragò il mese successivo a causa delle precarie condizioni di Azzurra Air, ceduta nel frattempo da Air Malta al fondo d'investimento Seven Group.
Nel 2004 un ramo d'azienda fu acquistato da IMS International, uno degli azionisti originari, e Azzurra Air ripristinò, merito di un accordo con un tour operator di Aosta, solamente voli charter per Sardegna, Grecia, Isole Baleari. Nel luglio 2005 l'ex presidente Fausto Capalbo e l'ex amministratore delegato furono arrestati per bancarotta fraudolenta, appropriazione indebita, falso e altri reati.
A seguito della revoca da parte di ENAC della licenza di esercizio, viziata da un cavillo giuridico, nel 2006 la società interruppe ogni residua attività per poi essere dichiarata definitivamente fallita nel febbraio 2007. I vertici furono tutti indagati dalla Procura di Roma per bancarotta fraudolenta. Per Alberto e Marco Denzler il Tribunale di Roma ipotizzò la bancarotta semplice ma il reato ormai era caduto in prescrizione. Per l'ex direttore generale Cristiano Spazzali, che non aveva approvato il bilancio e che si era dimesso un anno prima del fallimento, il Tribunale di Roma decretò l'assoluzione piena per non aver commesso il fatto.

## Flotta
| Tipo di aereo                 | Immagine | In flotta |
| ----------------------------- | -------- | --------- |
| Airbus A320-200               |          | 2         |
| British Aerospace BAe 146-200 |          | 1         |
| British Aerospace Avro RJ70   |          | 5         |
| British Aerospace Avro RJ85   |          | 3         |
| Boeing 737-300                |          | 1         |
| Boeing 737-700                |          | 7         |